# Via Laietana

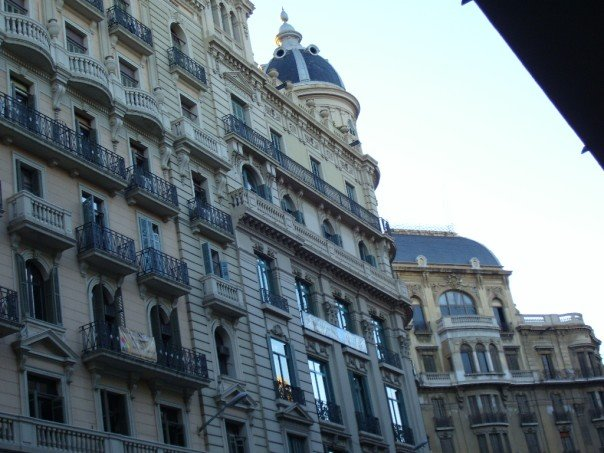
Casa Heribert Sales, met Casa Bulbena-Salas op de achtergrond.

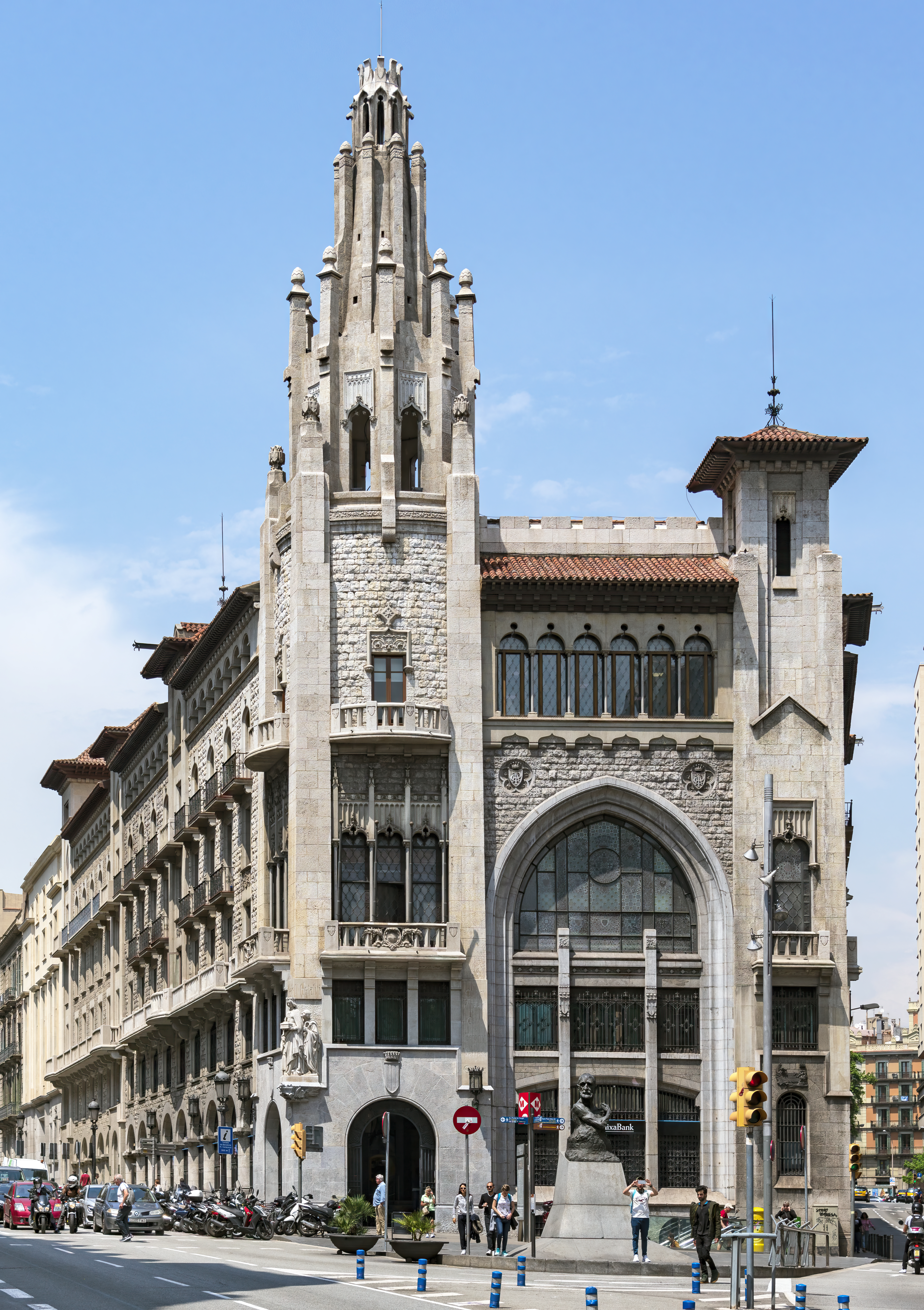
Caixa de Pensions-gebouw.

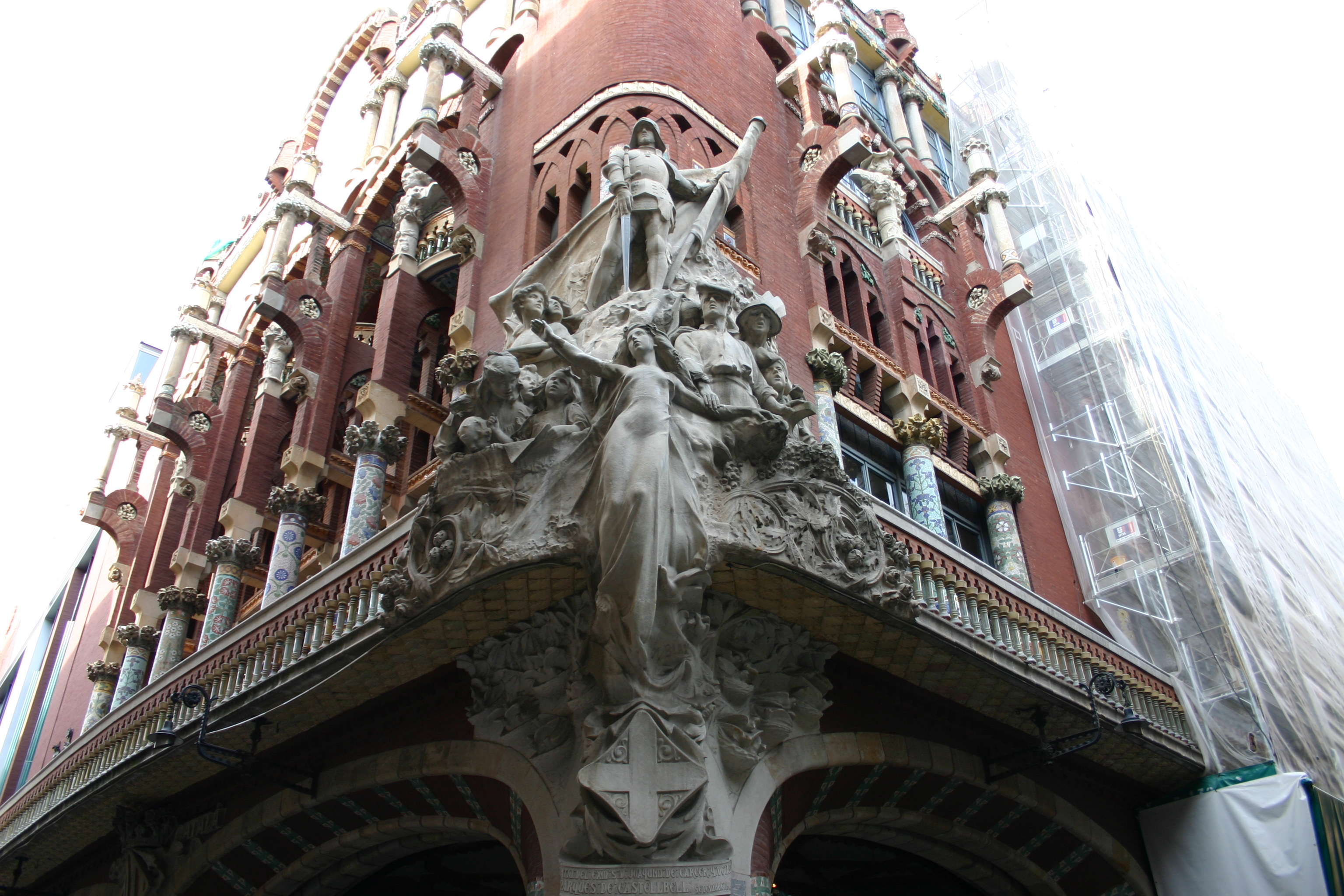
Het prestigieuze Palau de la Música Catalana ligt in de buurt van de Via Laietana

Via Laietana is de naam van een belangrijke doorgaande weg in het district Ciutat Vella van de Spaanse stad Barcelona.

## Overzicht
Deze avenue loopt van Plaça Urquinaona tot Plaça d'Antonio López, aan de zeekant, en scheidt de buurten van de oude stad met La Ribera/El Born en Sant Pere aan een kant en Barri Gòtic aan de andere. Behalve dat het er altijd druk is met inwoners en toeristen die worden aangetrokken door de gebouwen in Catalaans modernisme, art nouveau, art deco en noucentista en neo-klassieke architectuur zijn er op de Via Laietana hoofdkwartieren van een aantal banken en instellingen.
De weg kan gezien worden als een uitbreiding van Carrer de Pau Claris in Eixample. Via Laietana is vernoemd naar Laietanii, Iberiaanse mensen die de regio rond Barcelona, Maresme, Vallès en Baix Llobregat bevolkten.

## Geschiedenis
De aanleg van de Via Laietana werd gepland in 1879 en begon 1907 met als doel om Eixample te verbinden met de waterkant, met de nodige controverse. De sloop van een groot aantal gebouwen en straten in dit gebied was noodzakelijk voor de aanleg. Een groot aantal gilden van de stad, waarvan sommigen uit de middeleeuwen, waren hier gevestigd en een aantal moesten verplaatst worden naar andere delen van Barri Gòtic, vooral Plaça de Sant Felip Neri. Het eerste gedeelte dat werd gebouwd werd Carrer de Bilbao genoemd maar is tegenwoordig een zijstraat van de grotere Via Laietana. De avenue was gereed in 1926. Francesc Cambó, een prominente politicus uit die tijd, bouwde zijn persoonlijke residentie op de avenue. Gedurende de jaren van de Spaanse Burgeroorlog (1936-1939) heet de avenue Via Durruti.
Op nummer 43 zat tijdens de dictatuur van Francisco Franco een bureau van de Brigada Político-Social, de geheime politieke politie van het regime. In dat gebouw werd veelvuldig gemarteld. Tegenwoordig zit er nog steeds een bureau van de Policía Nacional op dat adres. In tegenstelling tot de Mossos d'Esquadra is de Policía Nacional een politiedienst die onder verantwoordelijkheid valt van de nationale overheid in Madrid. Zodoende was de straat voor dit gebouw een van de belangrijkste brandhaarden tijdens de vele opstootjes en rellen tijdens de jaren '10 van de 21e eeuw, toen het Catalaans onafhankelijkheidsproces op het hoogtepunt was.

## Architectuur
Doordat de avenue gebouwd is in de vroege 20e eeuw weerspiegelen de gebouwen het esthetisch ideaal van die tijd, en de verschillende politieke regimes. De stijl van sommige gebouwen is nergens anders in Barcelona terug te vinden en heeft meer gemeen met de architectuur die te vinden is in Madrid. Een aantal van deze gebouwen is tegenwoordig hotel.

### Noemenswaardige gebouwen
- Conservatorio Superior de Música del Liceo
- Caixa de Pensions (1917) van Enric Sagnier - ongewoon kantoorgebouw, gebouwd in een neogotische stijl geïnspireerd door Centraal-Europese kerken met een witte gevel.
- Casa Bulbena-Salas (1924-1926) van Joan A. Roig.
- Edifici del Col•legi d'Enginyers Industrials (1922) van Antoni Ferrater.
- Casa Artur Suqué (1927) van Adolf Florensa.
- Caixa Catalunya (1931) van José Yárnoz Larrosa en Luis Menéndez Pidal Álvarez - Dit is het hoofdkantoor van Caixa Catalunya sinds 1955, maar voorheen huisde Banco de España er.
- Casa dels Velers (1758-1763) van Juan Garrido i Bertrán
- Foment del Treball (1934-1936) van Adolf Florensa - rationalistisch gebouw, geïnspireerd door de Chicago School.
- Edifici de Tabacs (1923) van Francesc Guàrdia Vidal.
- Edifici de Correus (1926-1927) van Josep Goday Casals en Jaume Torres Grau.

### Bezienswaardigheden in de buurt
- Palau de la Música Catalana
- Santa Caterina market
- Kathedraal van Barcelona

## Twee gesloten metrostations
Via Laietana heeft twee metrostations die verlaten en uiteindelijk gesloopt zijn om diverse redenen. Correos werd gesloten door ingrijpende veranderingen aan de lijn die deze buurt doorkruist en station Banco is nooit geopend.